# Ма Сіґуан
Ма Сіґуан (кит.: 馬希廣; піньїнь: Mǎ Xīguǎng; помер 25 січня 951) — четвертий правитель держави Чу періоду п'яти династій і десяти держав.

## Життєпис
Був тридцять п'ятим сином засновника держави Ма Їня. Зайняв трон після раптової смерті свого брата Ма Сіфаня.
Восени 947 року імператор Пізньої Хань Лю Чжиюань офіційно надав Ма Сіґуану титул князя Чу, а також підтвердив його право на володарювання округами на південь від Янцзи.
Наприкінці 948 року спалахнув конфлікт між Ма Сіґуаном і його братом Ма Сіє. Почалося з того, що Ма Сіє запропонував імператору Лю Чен'ю сплачувати данину окремо, що фактично означало б розділення Чу. Ма Сіґуан, довідавшись про таке, надіслав імператору коштовні подарунки, в результаті чого Лю Чен'ю відкинув пропозицію Ма Сіє.
Восени 949 року Ма Сіє відкрито виступив проти свого брата. Боротьба між ними спочатку була більш вдалою для офіційного правителя Чу. Його підтримували більшість військових губернаторів, які боялись втратити свої володіння та прибутки через нестабільну обстановку в державі. Проте невдовзі Ма Сіє, заручившись підтримкою деяких некитайських племен, почав здобувати військові перемоги. Через це Ма Сіґуан був змушений відрядити власну армію назустріч брату. Після цього Ма Сіє звернувся по допомогу до правителя Південної Тан Лі Цзіна.
Взимку наступного року Лю Чен'ю запропонував Ма Сіґуану військову допомогу в боротьбі проти Ма Сіє та ввів війська до Чу. Втім Ма Сіє влаштував пастку та завдав армії Пізньої Хань нищівної поразки. Після цього наляканий Ма Сіґуан спробував повернути собі довіру військовиків, роздавши їм коштовні нагороди з державної скарбниці.
Бойові дії тривали впродовж року, й Ма Сіє поступово просувався до столиці. Вранці 21 січня 951 року сили Ма Сіє, підкріплені некитайськими племенами, підійшли до Чанші. В результаті запеклих боїв, а також після того, як було підпалено стіни столиці, вона здалась. Після цього Ма Сіґуан разом з дружиною та кількома наближеними зачинився в палаці, а столичні чиновники зустріли Ма Сіє й запропонували йому зійти на трон.
25 січня Ма Сіє, який за день до того проголосив себе князем Чу, наказав Ма Сіґуану покінчити життя самогубством.